# Линь Гаоюань
Линь Гаоюа́нь (кит. упр. 林高遠, пиньинь Lín Gāoyuǎn, род. 19 марта 1995 года) — китайский спортсмен, игрок в настольный теннис, двукратный чемпион мира, бронзовый призер Кубка мира 2018 года, обладатель кубка Азии по настольному теннису 2017 года, чемпион Азии 2017 и 2019 годов в парном и командном разрядах, пятикратный чемпион мира по настольному теннису среди юниоров в различных разрядах. Впервые вошел в сотню лучших игроков мира в январе 2011 года, в десятку — в октябре 2017 года.

## Биография
Первый крупный успех на международной арене пришел к Линь Гаоюань на юношеском чемпионате мира 2009 года, где он завоевал медали во всех четырёх разрядах, в том числе золото в командном разряде. В 2011 году Линь Гаоюань стал победителем ITTF World Tour Grand Finals в одиночном разряде среди юношей. На молодежных чемпионатах мира в 2010, 2011 и 2012 годах Линь Гаоюань завоевал четыре золотые награды в различных разрядах. В январе 2011 года Линь Гаоюань впервые попал в сотню лучших игроков мира. Из-за сильной конкуренции в национальной сборной Китая, в последующие годы на международной арене появлялся эпизодически.
В 2017 году из-за противоречий в Китайской сборной несколько ведущих китайских игроков перестали играть на международной арене. На чемпионате Азии в 2017 году Линь Гаоюань выиграл парный разряд в дуэте с Фань Чжэньдун. В сентябре 2017 года Линь Гаоюань стал победителем Кубка Азии в одиночном разряде и таким образом обеспечил свое участие в Кубке мира по настольному теннису 2017 года.
Также, в сентябре 2017 года, Линь Гаоюань выиграл первый в своей карьере этап ITTF World Tour — Austrian Open 2017.
В мае 2018 года Линь Гаоюань стал чемпионом мира в составе китайской команды.
В октябре 2018 года Линь Гаоюань завоевал бронзовую медаль на Кубке мира по настольному теннису 2018 года в Париже.
2019 год Линь Гаоюань начал с победы на первом этапе ITTF World Tour — Hungarian Open 2019, а в июне 2019 года выиграл этап в Гонконге.

## Стиль игры
Линь Гаоюань играет левой рукой европейской хваткой в атакующем стиле.